# Hotel Oloffson
Koordinaten: 18° 31′ 46,6″ N, 72° 20′ 16″ W
Das Hotel Oloffson lag im Zentrum der haitianischen Hauptstadt Port-au-Prince. 1935 eröffnet wurde das Oloffson Vorbild für den Schauplatz von Graham Greenes Roman Die Stunde der Komödianten.
Es wurde Anfang Juli 2025 von Kriminellen in Brand gesetzt und völlig zerstört.

## Geschichte
Das Gebäude wurde im späten 19. Jahrhundert als Privathaus der Familie Sam erbaut. Das Hauptgebäude ist ein Herrenhaus im typischen Gingerbread-Stil in einem üppigen tropischen Garten.
Tirésias Simon Sam, das Oberhaupt der angesehenen und einflussreichen Familie Sam, war von 1896 bis 1902 Präsident von Haiti. Das Haus wurde von Tirésias Sohn, Demosthenes Simon Sam, erbaut. Die Sams bewohnten die Villa bis 1915.
Im Ersten Weltkrieg befürchteten die Vereinigten Staaten, dass die haitianische Regierung von Rosalvo Bobo übernommen werden könnte, der als Sympathisant des Deutschen Reichs galt. Das United States Marine Corps besetzte deswegen Port-au-Prince und nutzte das Herrenhaus der Familie Sam als Militärkrankenhaus.
Nach dem Ende der amerikanischen Besatzung (1934) wurde das Haus 1935 an Werner Gustav Oloffson, einen schwedischen Kapitän, verpachtet, der es mit seiner Frau Margot und seinen beiden Söhnen Olaf und Egon zu einem Hotel umbaute. In den 1950er Jahren übernahm Roger Coster, ein französischer Fotograf, den Pachtvertrag für das Hotel und führte es mit seiner haitianischen Frau Laura weiter. Das Hotel wurde als das „Greenwich Village der Tropen“ bekannt und zog Schauspieler, Schriftsteller und Künstler an. Einige der Suiten im Hotel wurden nach den Künstlern und Schriftstellern benannt, die das Hotel besuchten, darunter Graham Greene, James Jones, Charles Addams und John Gielgud.
Der gebürtige New Yorker Al Seitz erwarb im Jahr 1960 den Pachtvertrag für das Hotel. In den 1970er und frühen 1980er Jahren erlebte das Hotel eine Phase besonderer Beliebtheit. Berühmtheiten wie Jacqueline Kennedy Onassis und Mick Jagger waren regelmäßige Gäste, und wie Coster vor ihm benannte Seitz seine Lieblingszimmer im Hotel nach berühmten Gästen. Als Al Seitz im Jahr 1982 starb, führte seine Witwe Suzanne Laury das Hotel weiter. Da sich der Druck der Diktatur von François und Jean-Claude Duvalier immer stärker auf das Land auswirkte, versiegte jedoch der ausländische Tourismus. Das Hotel überlebte, indem es als begehrter Aufenthaltsort für ausländische Reporter und Entwicklungshelfer diente, die eine sichere Unterkunft im Stadtzentrum benötigten.
Im Jahr 1987 unterzeichnete Richard A. Morse mit Hilfe seines Halbbruders Jean Max Sam einen Pachtvertrag über 15 Jahre, um das Hotel Oloffson, das nach den letzten Jahren des Duvalier-Regimes fast verfallen war, neu aufzubauen. Bei der Wiederaufnahme des Hotelbetriebs stellte Morse eine lokale Folkloretanzgruppe ein und baute sie langsam zu einer Rasin-Band um. Richard Morse wurde Songschreiber und Leadsänger und der Name der Band, RAM, geht auf seine Initialen zurück. Die Band wurde durch ihre Protestmusik während der Militärdiktatur von Raoul Cédras von 1991 bis 1994 bekannt. Während der politischen Umwälzungen in Haiti in den 1990er Jahren wurde der regelmäßige Auftritt von RAM am Donnerstagabend im Hotel zu einem der wenigen regelmäßigen gesellschaftlichen Ereignisse in Port-au-Prince, bei denen Menschen mit unterschiedlichen politischen Positionen und Zugehörigkeiten zusammenkommen konnten. Zu den regelmäßigen Besuchern der Aufführungen gehörten ausländische Gäste des Hotels, Mitglieder des Militärs, ehemalige Tonton Macoutes, Pressevertreter, Diplomaten, Entwicklungshelfer, Künstler und Geschäftsleute.
Bei dem Erdbeben vom 12. Januar 2010 wurde das Hotel Oloffson beschädigt. Richard Morse war über das soziale Netzwerk Twitter eine wichtige Quelle für Nachrichten aus dem Katastrophengebiet. In einem Post vom 12. Januar schrieb er: „Unsere Gäste sitzen draußen in der Einfahrt... keine ernsthaften Schäden hier im Oloffson, aber viele große Gebäude in der Nähe sind eingestürzt“. Das Hotel war eines der wenigen Hotels in Port-au-Prince, das noch stand.
Das Gebäude brannte Anfang Juli 2025 vollständig ab. Bereits Monate zuvor hatte das Hotel seine Tore für Gäste geschlossen, da es sich im Zentrum der von kriminellen Banden kontrollierten Stadtteile von Port-au-Prince befand. Es handelte sich um Brandstiftung, für die Angehörige der Viv Ansanm Koalition von Banden verantwortlich waren.

## Das Hotel in Literatur und Medien
- Das Hotel Oloffson inspirierte Graham Greene, der in seinem Roman Die Stunde der Komödianten daraus das fiktive Hotel Trianon machte.
- Der Cartoonist des The New Yorker, Charles Addams, verwendete die „Lebkuchenfassade des Oloffson“ als Vorlage in seinen Zeichnungen.[8]
- Das Hotel Oloffson kommt vor in Max Hardbergers Autobiografie SEIZED! A Sea Captain’s Adventures Battling Scoundrels and Pirates While Recovering Stolen Ships in the World’s Most Troubled Waters.[9]
- Erwähnt wird das Hotel auch in Kurt Vonneguts Roman Deadeye Dick (1982, deutscher Titel Zielwasser), ebenso in Bob Shacochis Roman The Woman Who Lost Her Soul.[10]